# 麻生祥一郎
麻生 祥一郎（あそう しょういちろう、1970年3月20日 - ）は、日本のドラマー、パーカッショニスト。
福岡県生まれ、千葉県育ち。血液型はA型。身長179 cm。1990年から2000年までHUMMING BIRDのドラマーとして活動。解散以降、多くのミュージシャンのライブ、レコーディングのサポート、音楽専門学校の非常勤講師などを務める。

## 経歴
高校時代からバンド活動を始め、当初はギタリストを目指していたものの、バンドのドラマーに教わっているうちに麻生の方がうまくなってしまい、ドラマーに転向。メタルバンド「とろろ」のメンバーとして活動していた頃、コンテストの審査員を務めていたNECアベニューのプロデューサー・牛島正人と知り合う。
1989年、中野サンプラザで開催されたYAMAHA「BAND EXPLOSION」関東甲信越大会に「とろろ」として参加し、ベストドラマー賞を受賞。
1990年、HUMMING BIRDのプロデューサーとなっていた牛島の紹介により、ドラマー脱退でメンバーを探していたHUMMING BIRDの1stアルバムのレコーディングにサポートドラマーとして参加。1992年1月1日、HUMMING BIRDに正式加入。
2000年5月27日、渋谷ON AIR EASTでのライブを最後にHUMMING BIRD解散。以降、同バンドのギター、ボーカルであった福山芳樹のソロ活動など、多くのミュージシャンのサポートとして参加。
柿島伸次、高畠俊とのユニット「かっきー&アッシュポテト」として、2009年にTVアニメ『エレメントハンター』のエンディングテーマとなったシングル『スイヘイリーベ 〜魔法の呪文〜』、2015年にはアルバム『暗記ダッシュ! 〜九九ロックンロール!!』をリリース。

## サポート
- 福山芳樹
- てつろう
- 柿島伸次
- ブレッド&バター
- 真心ブラザーズ
- 水越けいこ
- 白井貴子
- テミヤン
- SION
- 森口博子
- 石川智晶
- 安倍なつみ
- 石川梨華
- 三重野瞳
- 皆川純子
- savage genius
- manzo
- 南里侑香
- KOTOKO
- 島みやえい子
- N.U.
- Akeboshi
- 林明日香
- 野呂佳代
- sacra
- 和田光司
- ALTIMA
- 石田燿子